# Лисициан, Назели Степановна
Назели Степановна Лисициан (5 апреля 1906, Тифлис — 3 декабря 2005, Москва) — советский учёный, доктор экономических наук, в молодости танцовщица.

## Биография
Родилась 5 апреля 1906 года в Тифлисе в семье известного российского и советского учёного Степана Лисициана. Училась танцам у своей старшей сестры Србуи Лисициан — исследовательницы этнической хореографии, основательницы Тифлисского института ритма и пластики. В танцах Назели Лисициан был представлен возвышенный образ возлюбленной, являющейся в жизнь человека как озарение (танец «Наз пар» на музыку С. Н. Бархударяна), воспевалось преодоление человеком узости своего мировоззрения, выход к пониманию других («Танец с чадрой и блюдом»). Танцевала в 20-30-х гг. XX века на сценах Тифлиса, Ленинграда и Москвы (Колонный зал Дома Союзов, МХАТ).
В 1930 году закончила Ленинградский институт народного хозяйства. В 1941 году после окончания аспирантуры в Ленинградском финансово-экономическом институте (ЛФЭИ), до 1946 года работала в Госбанке СССР (1943—1946 гг. в аппарате правления Госбанка). В 1949 году, после окончания докторантуры в Институте экономики АН СССР, осталась работать в этом институте.
Н. С. Лисициан имеет множество научных работ, последние годы жизни активно работала в журналах Вопросы экономики, Деньги и кредит.
Похоронена в родственной могиле на Армянском кладбище города Москвы, участок 2.

## Монографии
- «Влияние кредита на ускорение оборачиваемости оборотных средств промышленных предприятий».
- «Оборотные средства в системе воспроизводственных процессов».
- «Кредит по обороту материальных ценностей».
- «Кредитование государственной розничной торговли в СССР». За эту работу Н. С. Лисициан была удостоена Первой премии Президиума Академии наук СССР.